# Museu de Granollers
El Museu de Granollers és una institució cultural local de Granollers (Vallès Oriental). De caràcter gratuït, el museu conté un fons heterogeni format per col·leccions d'arqueologia, arts decoratives, etnografia, numismàtica i art antiga, moderna i contemporània. El Museu, que forma part de la Xarxa de Museus Locals de la Diputació de Barcelona, coordina i dona suport a la major part d'excavacions arqueològiques de la comarca del Vallès Oriental, alhora que potencia el coneixement i la protecció del patrimoni cultural local. A més, el Museu gestiona L'Adoberia, centre d'interpretació històrica del Granollers medieval localitzat a l'antiga Adoberia d'en Ginebreda, un espai emmarcat per la muralla medieval i la mateixa adoberia.

## Història
El Museu té els seus orígens en la creació, el 1932, de la Comissió Organitzadora del Museu de Granollers i del Vallès Oriental, encarregada de recollir i inventariar peces, i que va ser substituïda el 1934 pel Patronat del Museu-Arxiu de Granollers i del Vallès Oriental. El 1937 la Casa Molina esdevingué seu del Museu, i s'hi dipositaren també les obres d'art procedents de col·leccions particulars i eclesiàstiques de la comarca; el Museu de Granollers a la Casa Molina s'inaugurà oficialment el 1946 i va ser enderrocat el 1965.
El Museu de Granollers restà sense seu fins al 1976 en què s'inaugurà la seu actual, un edifici de nova planta projectat pels arquitectes Bosch, Botey i Cuspinera.

## Exposició
Els fons del Museu es mostren de manera rotativa per tal de donar més dinamisme a les col·leccions en exposicions trianuals, i s'hi programen també exposicions temporals i altres activitats com tallers, conferències i concerts.

### Fons d'arqueologia
El fons d'arqueologia el formen principalment materials provinents dels jaciments de la comarca, com els aixovars funeraris neolítics del Camí de Can Grau (La Roca del Vallès) i de la Bòbila d'en Joca (Montornès del Vallès), tot i que també consta de peces provinents de la necròpolis punicocartaginesa del Puig des Molins (Eivissa), materials ceràmics d'Empúries i materials d'època romana i àrab provinents de Mèrida (Extremadura), a més d'una col·lecció d'exvots ibèrics de bronze probablement del sud de la península Ibèrica. A més, el Museu és dipositari dels materials arqueològics de la majoria d'excavacions fetes els darrers anys a la comarca.

### Fons d'art
El fons d'art del Museu aplega pintura i escultura del segle xiii fins a l'actualitat. D'entre les peces més antigues, destaquen els fragments de la trona de l'església de Sant Esteve de Granollers, del segle xviii, i el retaule de la Verge del Roser, del segle xvi. Pel que fa a l'art més recent, el fons consta d'artistes de finals del segle xix com Eliseu Meifrèn, Josep Maria Tamburini i Rossend Nobas, i d'autors del segle XX com l'escultor Manolo Hugué, el ceramista Antoni Cumella, Josep Uclés o Antoni Tàpies. Hi ha també una col·lecció d'escultures d'artistes de la jove avantguarda catalana dels anys 90.

### Fons d'història i d'etnografia
Els fons d'història i d'etnografia són els més heterogenis del Museu: hi ha armes, camafeus, claus, etc. que provenen de col·leccions particulars formades fora del museu. En destaquen el fons de numismàtica, amb monedes antigues i modernes, i el de ceràmica i de vidre.